# Nicola Rescigno

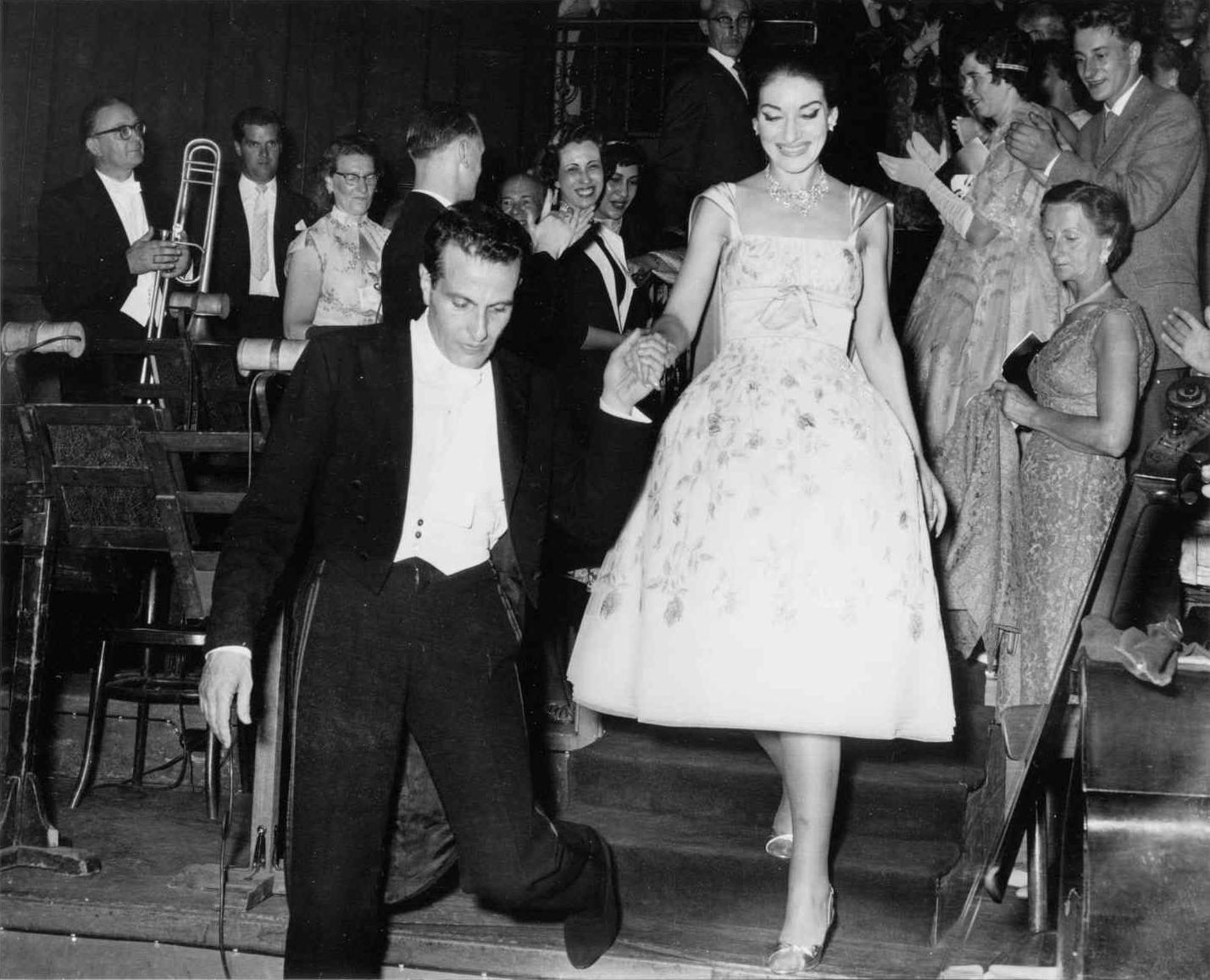
Nicola Rescigno (1959)

Nicola Rescigno (* 28. Mai 1916 in New York City; † 4. August 2008 in Viterbo) war ein amerikanischer Dirigent italienischer Herkunft.

## Leben und Wirken
Nicola Rescigno entstammte einer musikalischen Familie und wurde in Manhattan geboren. Sein Vater war langjähriger Trompeter im Orchester der Met, zeitweise war er auch bei den New Yorker Philharmonikern tätig. 1929 zog Rescigno nach Italien, wo er Rechtswissenschaften (mit Promotion zum Dr. jur.) und am Collegio Mondragone in Frascati, dann am Konservatorium in Rom bei Ildebrando Pizzetti sowie bei Giannini und Giorgio Polacco Musik studierte. Mit Ausbruch des Zweiten Weltkriegs kehrte er nach New York zurück, wo er nach Abschluss seiner Studien an der Juilliard School sein Debüt als Dirigent gab. Anlässlich einer Amerika-Tournee des Teatro San Carlo leitete er im Dezember 1943 an der Brooklyn Academy of Music eine Vorstellung von La traviata und dirigierte dann auch weitere Aufführungen während der Gastspielreise. Seine nächsten Engagements hatte er an den Opernhäuser von Hartford, Detroit, Chicago, Cleveland und Havanna. Dabei bevorzugte er, wie auch später, die italienische Oper des 19. Jahrhunderts mit Werken von Rossini, Bellini, Donizetti, Verdi und Puccini.
1953 wirkte er bei der Gründung dem Lyric Theatre of Chicago, der heutigen Lyric Opera in Chicago, mit und leitete sie 1954 bis 1956 als deren erster musikalischer Direktor. Im November 1954 begleitete er hier Maria Callas bei ihrem Amerika-Debüt in Norma mit Mirto Picchi und Giulietta Simionato, dann in La traviata mit Tito Gobbi und Giulietta Simionato und in Lucia di Lammermoor mit Giuseppe Di Stefano und Giangiacomo Guelfi. Bei ihrem nächsten Gastspiel 1955 sang sie unter seiner Stabführung I puritani mit Ettore Bastianini und Nicola Rossi-Lemeni, Il trovatore mit Jussi Björling und Madama Butterfly mit Di Stefano.
1957 wurde er Mitbegründer der Dallas Opera, die er bis 1990 als künstlerischer Direktor und Chefdirigent leitete. Er verhalf dort Montserrat Caballé, Plácido Domingo, Joan Sutherland, Teresa Berganza, Magda Olivero, Jon Vickers, Alfredo Kraus und dem Regisseur Franco Zeffirelli zu ihren ersten Auftritten vor amerikanischem Publikum. Weiters leitete er dort die amerikanischen Erstaufführungen von Alcina, Giulio Cesare in Egitto, Orlando furioso und L’incoronazione di Poppea. 1966 dirigierte er an diesem Haus die Uraufführungen von Virgil Thomsons Fantasy in Homage to an Earlier England und 1988 Dominick Argentos The Aspern Papers.
Er zählte mit Tullio Serafin und Georges Prêtre zu den von Maria Callas am meisten geschätzten Dirigenten, mit der er von 1958 bis 1969 mehrere Aufnahmen für EMI machte. Die Zusammenarbeit mit ihr setzte er auch in Dallas fort. Im November 1957 dirigierte er ihren Arienabend mit Werken von Mozart, Bellini, Donizetti und Verdi. Er leitete in der Folge ihre Auftritte als Traviata an der Covent Garden und ihre Aufführungen während der Amerika-Tournee in Atlanta, Cleveland, Detroit, Washington, Montreal, San Francisco und Los Angeles. 1959 trat er mit ihr in der Carnegie Hall und in einer gemeinsamen Konzerttournee durch Europa auf, die sie u. a nach Madrid, Barcelona, Hamburg und München führte. 1961 präsentierten sie in Epidauros die Medea. Im März 1965 trafen sich beide ein letztes Mal an der Pariser Oper für eine Aufführung von Tosca.
1978 trat Rescigno erstmals an der Metropolitan Opera auf und dirigierte Don Pasquale mit Beverly Sills. 1980 folgte unter seiner musikalischen Leitung mit José Carreras L’elisir d’amore, 1981 L’italiana in Algeri mit Marilyn Horne und Rockwell Blake und 1982/82 La traviata.
Einladungen führten ihn an viele große Opernhäuser in Europa und Amerika, so nach San Francisco, Glyndebourne, London, Paris, München, Wien, Zürich, Buenos Aires und nach Hamburg.
Rescigno hatte schon lange einen Wohnsitz in Rignano Flaminio, einem Dorf in der Nähe von Rom. Seit seinem Rückzug von der Oper 1990 bewohnte er ihn ständig mit seinem Lebensgefährten aus vier Jahrzehnten, Aldo Marcoaldi. Am 30. Juli wurde er nach einem Sturz mit einem gebrochenen Oberschenkelknochen in das Belcolle-Krankenhaus von Viterbo eingeliefert, wo er dann an Atemproblemen und Herzversagen starb.
Er ist der Onkel des Dirigenten Joseph Rescigno.

## Diskographie (Auswahl)
- La traviata; Chor und Orchester des Royal Opera House London; Maria Callas (Violetta); Cesare Valletti (Alfredo); Mario Zanasi (Germont); Livemitschnitt 1958, Arkadia
- Medea; Chor und Orchester der Civic Opera in Dallas; Maria Callas (Medea), Jon Vickers (Jason); Teresa Berganza (Neris); Nicola Zaccaria (Kreon); Livemitschnitt 1958, Melodram
- Maria Callas in Concert – Hamburg 1959; DVD 1999, EMI
- Il Pirata; Chor und Orchester der American Society of New York; Pier Miranda Ferraro (Gualtiero); Maria Callas (Imogene); Costantino Ego (Ernesto); Livemitschnitt 1959, EMI
- Medea; Chor und Orchester des Royal Opera House London; Maria Callas (Medea), Jon Vickers (Jason); Fiorenza Cossotto (Neris); Nicola Zaccaria (Kreon); Livemitschnitt 1959, Melodram
- Tosca; Chor und Orchester der Pariser Oper; Maria Callas (Tosca); Renato Cioni (Cavaradossi); Tito Gobbi (Scarpia); Livemitschnitt 1965, Melodram
- La Voix Humaine; Chor und Orchester des Teatro La Fenice Venedig; Magda Olivero (Stimme), Livemitschnitt 1970, Melodram
- Tosca; Chor der Londoner Oper, National Philharmonic Orchestra London; Mirella Freni (Tosca); Luciano Pavarotti (Cavaradossi); Sherril Milnes (Scarpia); 1978, Decca Records
- L’elisir d’amore; Chor und Orchester der Metropolitan Opera New York; Luciano Pavarotti (Nemorino); Judith Blegen (Adina); Brent Ellis (Belcore); Sesto Bruscantini (Dulcamara), DVD 1981, Pioneer Artists
- Lucia di Lammermoor; Ambrosian Opera Chorus, Royal Philharmonic Orchestra London; Edita Gruberova (Lucia); Alfredo Kraus (Edgard); Renato Bruson (Enrico); 1983, EMI